# ボスホート (ロケット)
ボスホート（ロシア語：Восход、ラテン文字表記の例：Voskhod）は、1960年代から1970年代にかけてソビエト連邦で使用されていた有人宇宙船・人工衛星打ち上げ用のロケット。R-7大陸間弾道ミサイルから派生したロケットの1つで、ボストークロケットの後継・ソユーズロケットの前身にあたる。

## 概要
ボスホート（11A57）はボストークロケットの後継機として開発された3段式ロケットで、R-7ミサイルを元に開発された第1段・第2段と、惑星探査機の打ち上げのために設計されていたモルニヤロケットの第3段を組み合わせ、性能の向上を図ったものである。改良によって低軌道への打ち上げ能力は1トン程度増加した。前任のボストークロケットはゼニット2型偵察衛星やボストーク宇宙船の打ち上げに使われたが、ボスホートロケットの登場によって、より大重量のゼニット4型やボスホート宇宙船の打ち上げが可能になった。
最初の打ち上げは1963年11月16日に行われ、ゼニット4偵察衛星をコスモス22号の名前で軌道投入した。偵察衛星の打ち上げはその後も継続された。1964年10月6日にはボスホート宇宙船の無人試験機を打ち上げ、10月12日にはボスホート1号を、翌年3月18日にはボスホート2号をそれぞれ有人で打ち上げた。その後、有人飛行用ロケットの役割はソユーズロケットに引き継がれ、以降は専ら無人のゼニットの打ち上げに使用された。
1976年6月29日、最後のボスホートがゼニット4MK偵察衛星を打ち上げた。ロケットの打ち上げは合計299回行われ、うち285回の成功を収めている。